# بنبكيولا
بنبكيولا هي جزيرة تقع في المحيط الأطلسي بالقرب من الساحل الغربي لاستكلندا، ضمن مجموعة جزر هبرديس الخارجية. طبقًا للمسح السكاني عام 2011 فإن عدد سكان الجزيرة يقدر بنحو 1.283 نسمة، مع وجود نسبة كبيرة من الكاثوليكيين. وتشكل جزءًا من المنطقة المُدارة من قبل مجلس الجزر الغربية.

## اللغة
على مدار التاريخ كانت اللغة السائدة في تلك المنطقة هي اللغة الغيلية الاستكلندية. أظهرت نتائج المسح الإحصائي عام 1901 وعام 1921 أن نسبة 75% على الأقل من سكان جميع الأبرشيات يتحدثون الغيلية. بحلول عام 1971 أصبحت نسبة المتحدثين بالغيلية في بنبكيولا وجزيرة يويست الجنوبية بحدود 50-74%.
لا تزال تلك المنطقة تتحدث الغيلية بطلاقة رغم تضاؤل عدد المتحدثين بها باستمرار. فقد أظهر المسح الإحصائي عام 2001 أن نسبة متحدثي الغيلية تزيد عن 56%. والمنطقة الأقل تحدثًا بالغيلية هي باليفانيش (نسبة 37%)، أما المناطق الأخرى فتتراوح نسبة متحدثي الغيلية فيها من 62% (في جريمسديل ويوخدار على سبيل المثال) إلى 74% (في ليوناكلايت).

## الجغرافيا
يُقدر عرض الجزيرة بنحو 12 كم من الغرب إلى الشرق، وطولها بنفس المسافة تقريبًا من الشمال إلى الجنوب. تقع بين جزيرتي يويست الشمالية والجنوبية، وهي تتصل بكلتا الجزيرتين عن طريق جسر ممهد. يمكن الوصول من تلك الجزيرة إلى جزر هبرديس الأخرى أو إلى جزيرة بريطانيا عبر الجو أو البحر. تنطلق الرحلات الجوية من مطار بنبكيولا إلى غلاسكو وستورنواي وبارا بصفة يومية. في الماضي كان يمكن التحليق من تلك الجزيرة مباشرة إلى إنفرنيس بداية من عام 2006، لكن أُلغيت تلك الخدمة في مايو 2007. لا توجد خدمة عبّارات بحرية تسمح بالتنقل من الجزيرة إلى بريطانيا مباشرة، لكن شركة كاليدونيا ماكبراين للعبّارات تقدم خدمة العبور من يويست الجنوبية إلى أوبان خلال 5 ساعات، بينما تقدم شركة أخرى خدمة العبور من يويست الشمالية إلى ييج الواقعة في جزيرة سكاي خلال ساعتين، ثم يمكن الوصول إلى بريطانيا عن طريق جسر سكاي. توجد أيضًا عبّارات تتحرك من جزيرة برناري (وهي متصلة بجزيرة يويست الشمالية عن طريق جسر)، ومن جزيرة إريسكاي (المتصلة بيويست الجنوبية) إلى جزيرة هاريس وجزيرة بارا على الترتيب.
توجد مجموعة من البحيرات الكثيفة تغطي مساحة الجزيرة بأكملها تقريبًا، وتقع معظم مناطق الجزيرة على ارتفاع 20 متر تحت سطح البحر.

### التجمعات السكنية
يقع التجمع السكني الرئيسي في باليفانيش في شمال غرب الجزيرة. وهي المركز الإداري الرئيسي الخاص ببنبكيولا ويويست الشمالية والجنوبية والجزر المجاورة، تحتوي على مكاتب مجلس الجزر الغربية والمركز الإداري الخاص بمدفعية سلاح الجو الملكي في يويست الجنوبية التي تُدار من قبل شركة كنيتيك. وتحتوي تلك القرية على مطار الجزيرة وبنك الجزيرة.
وتتضمن التجمعات السكنية الآخرى كريغستروم، وهي قرية صغيرة في جنوب شرق بنبكيولا. ويتألف الساحل الغربي من أرض مُعمرة وصالحة للزراعة، بينما يتألف النصف الشرقي من خليط من البحيرات العذبة، والأراضي السبخة، والمستنقعات، والخلجان. تقع كريغستروم بالقرب من روابهول؛ أعلى تلة في بنبكيولا وارتفاعها 124 م (407 قدم).
تضم بلدية ليوناكلايت مدرسة الجزيرة الثانوية الرئيسية التي تحتوي بدورها على مركز مجتمعي، وحمام سباحة، وكافتيريا، ومرفق رياضي، ومتحف صغير، ومكتبة. وإلى جانب تلك المؤسسة يوجد حرم كلية ليوز كاسل. تقع ليوناكلايت على طريق الساحل الغربي، تبعد مسافة ميل عن تقاطع طريق الساحل الغربي مع الطريق الشمالي الجنوبي بالقرب من كرياغوري.
تقع كرياغوري في جنوب الجزيرة بالقرب من الجسر الذي يصل إلى يويست الجنوبية. وتقع قلعة بورف بالقرب من ليوناكلايت. تمتلك شركة كو-أوب للأغذية سلسلة المتاجر الكبرى الرئيسية في جنوب الجزيرة وفي شمال يويست الجنوبية.
وتراقب محطة الرادار الخاصة بسلاح الجو الملكي (آر آر إتش بنبكيولا) شمال المحيط الأطلسي رغم أنها تقع على الساحل الغربي الخاص بيويست الشمالية.

### الجزر المجاورة
إلى جانب يويست الشمالية والجنوبية توجد العديد من الجزر بالقرب من السواحل الشمالية والشرقية والجنوبية. فعلى شمال باليفانيش توجد جزيرة بيلشير، وإلى الشرق توجد جزيرة فلودي المتصلة ببنبكيولا بواسطة جسر ممهد آخر. تقع جزيرتي غريمساي وروناي وراء فلودي. توجد العديد من الجزر الصغيرة بالقرب من الساحل الشرقي في بحيرة يويسغيباه وما وراءها، ومن بينها بياران وأورساي يويسغيباه. وتقع مجموعة الجزر المدية إليانان شياراباي جنوب شرق الجزيرة، مساحتها الكلية نحو 100 هكتار (250 فدانًا) وهي تشمل عدة جزر أكبرها تشغل مساحة 31 هكتار (77 فدانًا). في أقصى الجنوب توجد جزيرة وياي الأكبر حجمًا، غرب تلك الجزيرة توجد وفرة من الجزر الصغيرة تقع شمال باي نام فوليان، من بينها فراوخ إليان وغريمساي وغيرها.

## التاريخ

### التاريخ المبكر
تتناثر مجموعة من الصخور المنتصبة من العصر الحجري الحديث في أرجاء الجزيرة، ومن بينها بقايا دائرة الحجر الواقعة في روبا بيدين بجانب المخاضة المعتادة التي تصل إلى غريمساي. تقع بقايا حُجرات الركام بين بحيرة با أونا وبحيرة نان كلاشان. وقد عُثر على بقايا موقع يعود إلى حضارة القدور الجرسية في شاطئ روسينيش.
تمتلئ الجزيرة ببقايا البنايات التي تعود للعصر الحديدي رغم أنها في حالة رثة. يوجد عدد ضئيل من الحصون التي تعود للعصور الوسطى في أرجاء بنبكيولا، وتحديدًا في بحيرة أولابات. أهم تلك الحصون هي دون بويا بالقرب من باليفانيش التي تحتوي على سلسلة من الجسور تصلها بشاطئ البحيرة عن طريق إليان دوب (الجزيرة السوداء). توجد بقايا صخرية تعود للعصر الحديدي بالمنطقة المجاورة، وهي تحتوي على أوان فخارية تعود للعصر الحديدي.
عُثر على صخرة أثرية منقوشة من الفئة واحد من الحضارة البيكتية في الشاطئ المجاور لدون بويا، وقد نُقش عليه رمزين أساسيين. يعتبر هذا الحجر من بين الأدلة القليلة على تواجد البيكتيون في جزر هبرديس الخارجية. وتزعم الحكايات المتوارثة أن سانت تيرنان (مُبشر مسيحي عاش في نهاية القرن الخامس أو مطلع القرن السادس) أقام كنيسة في جنوب دون بويا، وأتخذها مقرًا له لدعوة البيكتيين للدخول في المسيحية، ويُقال أن باليفانيش تستمد اسمها من اسم تلك الكنيسة المزعومة.

### عصر المملكة
في القرن التاسع أقام المستوطنون الفايكينغ مملكة الجزر التي شملت جميع جزر هبرديس. رغم وجود أدلة على استيطان جزر يويست الشمالية والجنوبية من قبل الفايكينغ، لا توجد أي إشارة أو أثر على وجود مستوطنات الفايكينغ في بنبكيولا ذاتها. وعقب توحيد النرويج أصبحت مملكة الجزر تابعة للتاج النرويجي، وفي أوساط النرويجيين كانت تُعرف تلك المملكة بـ (الجزر الجنوبية). وقد اعترف ملك إسكتلندا مالكوم الثالث كتابيًا أن مملكة الجزر لا تنتمي إلى إسكتلندا، وقضى الملك إدغار على الشكوك المتبقية عن طريق توقيعه على صك تنازل للنرويجيين.
في منتصف القرن الثاني عشر شن سومرلد (قائد عسكري من أصول غيلية اسكندنافية) انقلابًا على الحكم في مملكة الجزر، ونتج عن ذلك انفصال المملكة عن النرويج. بعد وفاة سومرلد استعادت النرويج حكم المملكة بصفة اسمية فقط، لكن في الواقع كانت المملكة منقسمة بين طرفين: ورثة سومرلد (من عشيرة سورلي) من ناحية، والأسرة الحاكمة التي انقلب عليها سومرلد من ناحية أخرى (سلالة كروفان). تولت عشيرة ماكروي (سلالة منشقة عن سلالة سومرلد) حكم جزيرة بنبكيولا، بالإضافة إلى يويست، وبارا، وإيج، وروم، وراف باوندز، وبيوت، وأران، وجورا الشمالية.
بالرغم من صك التنازل الذي وقع عليه الملك إدغار، حاولت الجيوش الإسكتلندية غزو أجزاء من مملكة الجزر، وبلغت تلك الغزوات ذروتها في معركة لارغز الحاسمة. وفي 1266 حُسمت النزاعات بواسطة معاهدة بيرث التي أدت إلى انتقال مملكة الجزر بأكملها إلى إسكتلندا مقابل مبلغ ضخم من المال. حافظت المعاهدة على مكانة حكام مملكة الجزر، وأراضي عشيرة ماكروي، باستثناء جزر بيوت وأران وجورا التي كونت مملكة جارموران التابعة للتاج النرويجي.